# لافتة نيون

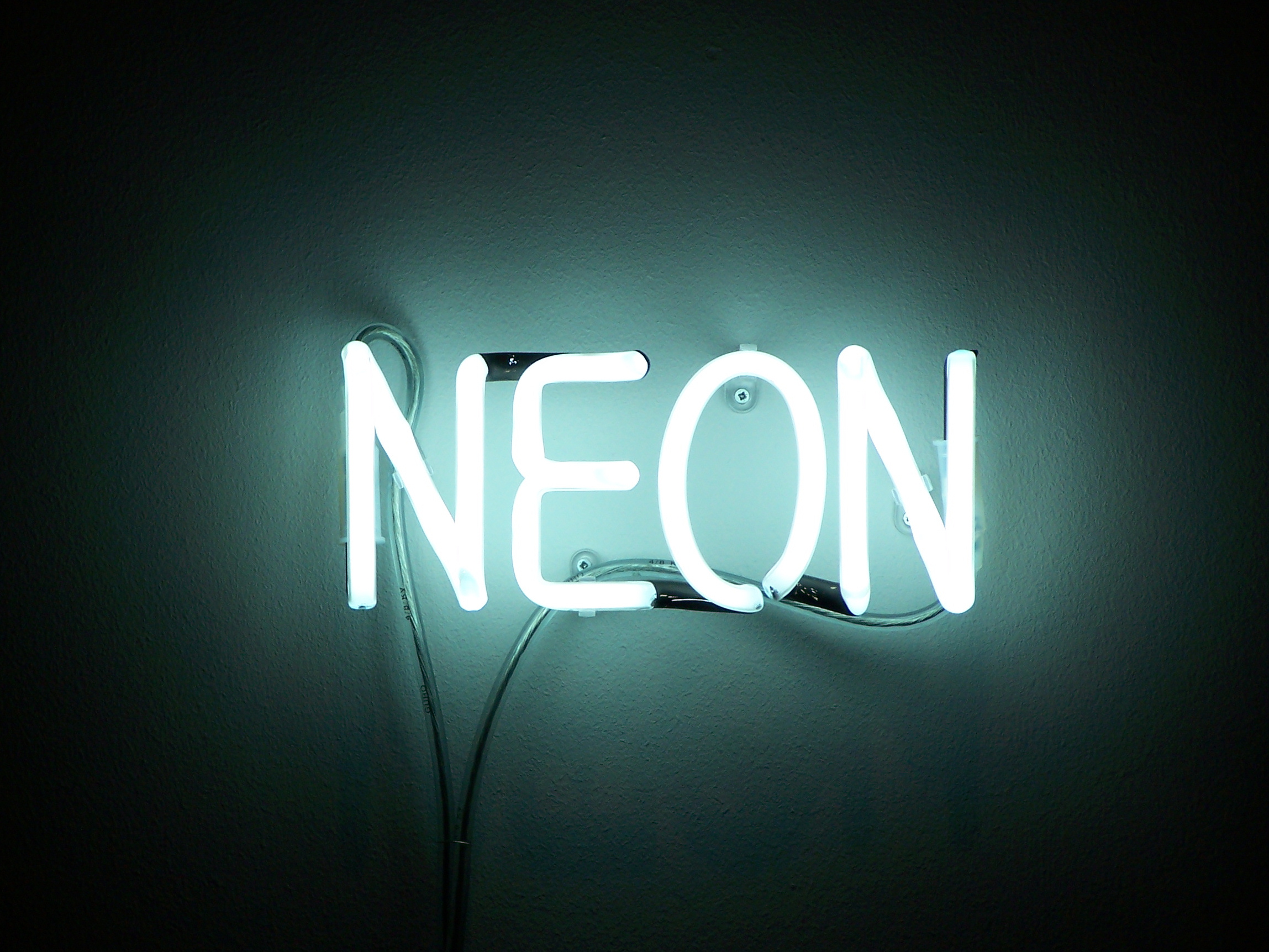
Neon sign

علامة نيون  أوعلامات النيون  هي أنابيب مضاءة تحتوي على غاز أو مخلوط غازات خاملة لا تتفاعل كيميائياً تحت ضغط أقل من الضغط الجوي . تضيئ عند توصيلها بمصدر كهربائي بجهد عال (يكون عادة عدة آلاف فولت) ويسبب وهجا ناصعا في الغاز . وتصنع تلك العلامات الضوئية بحني أنبوب زجاجي ويشكل بحسب الشكل المطلوب . و يحتاج عمال متخصصين لتركيب اللأقطاب الكهربائية في طرفي الأنبوب.
وعلامة النيون هي تطور لأنبوب أخر ابتكره العالم الألماني جايسلر أراد به استعراض ظاهرة التفريغ الكهربائي.
وتختلف الآراء عن تاريخ ظهور علامات النيون بين عام 1892 أو في المعرض الدولي بباريس عام 1912 .

## طريقة التصنيع
تصنع من أنابيب الزجاج الرصاصي بقطر بين 8 إلى 15 مليمتر . حيث يسخن الأنبوب عند جزء معين منه بوساطة الشعلة النارية لغاز البروبين حتي درجة يمكن عندها حني وتشكيل الأنبوب بحسب نموذج مرسوم . ثم يـُلحم القطبان، كل قطب عند أحد الأطراف . والقطبان مصنوعان أيضا من الزجاج الرصاصي ويبرز من كل منهم صفيحة معدنية صغيرة وموصل به سلكات يخرجان من الأنبوب، وهذه سوف توصل فيما بعد بالأسلاك الكهربائية . ويجب أن تكون جميع أجزاء الأنبوب محكمة لا يدخلها الهواء .
توصل الأنبوب بمضخة لتفريغ الهواء، ويمرر تيار كهربائي داخل الانبوب بمقدر 450 ميلي أمبير إلى 800 ملي أمبير (8و0 أمبير) فيحدث عند القطبين ما يسمى بقذف الإلكترونات . وتعتمد شدة التيار على نوع الأقطاب وعلى قطر الانبوب وعادة يستعمل جهد كهربائي بوساطة محول كهربائي بين 22000 و26000 فولت وهو يعتمد على طول الأنبوب وعلى الضغط داخله . ويحافظ الصانع على الضغط الداخلى بحسب الجهدالمسلط لضمان تشتت الطاقة داخله وتولد الحرارة .ويتسبب هذا التشتت الحراري داخل الأنبوب على تسخين الزجاج إلى درجة حرارة تعد بالمئات درجة مئوية، ويجب أيضا إخلاء أي شوائب داخل الأنبوب تكون متخلفة عن طلمبة التغريغ . وعند الانتهاء من تلك العملية الدقيقة نحصل على تفريغ داخلي نظيف وضغط في منتهى الصغر .
وأثناء توصيل الأنبوب بطلمبة التفريغ يترك الانبوب ليبرد أثناء وصول الضغط الداخلي إلى أقل حد ممكن، وبعدها يبدأ ملئ الأنبوب بأحد الغازات الخاملة ، أو مخلوط منها، كما يضاف أحيانا قليل من الزئبق . ويصل ضغط الغاز عدة تور (1 تور = 1/760 ضغط جوي) في حالة الأنبوب الطويل بقطر 20 مليمتر أو 27 تور للأنبوب القصير بقطر 8 مليمتر عندما يملأ بغاز النيون . وغالبا ما يُستعمل النيون والأرجون ، كما يستعمل الكريبتون والإكزينون : وكذلك الهيليوم وهذه الغازات يستعملها الفنانون بصفة خاصة في أعمال فنية رفيعة .
وبعد تصنيع الأنبوب توصل علامة النيون بمحول كهربائي يعمل لإنتاج جهد قدره 3000 فولت إلى 15000 فولت وتعمل العلامة ب 20 ملي أمبير إلى 120 ملي أمبير (120و0 أمبير) . وتعمل العلامات عادة بتيار شدته 30 ملي أمبير، أما إذا أردنا بريقا ناصعا فلا بد من العمل بتيار شدته 60 ملي أمبير . أما العلامات التي تعمل ب 120 ملي أمبير فتكون أقطابها عرضة للاستهلاك السريع .

## تطبيقات
تشكل الأنابيب المضيئة خطوطا منحنية ملونة يمكن أن تكون كتابة أو صور مرسومة، ويمكن أن تحتوي على أجزاء للتزويق والديكور بصفة خاصة في الإعلان والعلامات التجارية والصناعية . كما يمكن بتطبيق نظم البرمجة الإلكترونية الحصول على تتابع في الإضاء والانطفاء للأجزاء بحيث تعطي الإعلان حيوية جذابة .